# Berberodes auriconcha
Berberodes auriconcha là một loài bướm đêm trong họ Geometridae.